# Franz Anton Grafenstein
Franz Anton Grafenstein (* 11. März 1717 in Wien; † um 1780 ebenda) war ein österreichischer Tiermaler.
Grafenstein studierte in seiner Vaterstadt an der Akademie der bildenden Künste. Anfangs hatte er mit seinen Zeichnungen wenig Erfolg, spezialisierte sich aber später auf Tiermalerei, in der er sich Hamilton und Dom (oder Dam) zum Vorbild nahm. In diesem Genre vollbrachte er solch vorzügliche Leistungen, dass er Bestellungen aus Deutschland, Italien und Russland bekam. Auch für den Kaiser Franz I. Stephan malte er mehrere Tiere der Menagerie von Schönbrunn. 1769 wurde er Mitglied der Wiener Akademie, für die er einen Rehkopf und einen Fasan als Aufnahmstücke gemalt hatte. Er starb um 1780 in Wien. Einige seiner Bilder kamen ins Stift Melk.
Werke (Auswahl)
- Weisser Fasan mit seinem Weibchen. Leinwand
- Schreiender Auerhalm und Henne. Leinwand
- Habicht einen Vogel zerreissend. Leinwand.
- Eule einen Vogel zerreissend.